# Primogenitura
Primogenitura (iz latinskega primogenitus, 'prvorojeni') po običajnem pravu pomeni prednost prvorojenega otroka pri nasledstvu. 
Popolno nasprotje je ultimogenitura. Prednost ima najmlajši otrok, ker običajno ostaja najdlje pri starših in zanje skrbi do smrti. Primogenitura je implementirana v nekaterih monarhijah tudi kot zakonski akt, ki predpisuje nasledstvo monarhije.

## Zgodovina in značilnost
V številnih evropskih deželah je bila že od srednjega veka zakonsko prepovedana delitev zemlje, da bi preprečili njeno parcelacijo in razvrednotenje, po drugi strani pa so ti zakoni zagotavljali moč in ugled aristokracije, ki je živela na račun lastništva zemlje.
Primogenituro so najpogosteje uporabljali poljedelski narodi, posebej tam, kjer je bilo veliko prebivalcev in malo obdelovalne zemlje, da bi bila preprečena razdelitev zemlje na premajhne parcele, ki ne bi bile dovolj velike za preživljanje. Včasih se je sistem primogeniture uporabil za osvajalno širjenje, saj so bili drugi sinovi prisiljeni poskrbeti zase in so se selili v oddaljene kraje. To je bilo značilno za številne evropske narode, pa tudi Maore in druge polinezijske narode. 
Prvorojenstvo se je uveljavilo tudi za funkcije in naslove, ne samo za materialne dobrine. Spodbuda za to je bila težnja, da se lastnina preminulega (ali njegov del) ohrani kot celota. Stroga primogenitura (ali ultimogenitura) je danes redkost; prevladuje oslabljena oblika, pri kateri najstarejši (ali najmlajši) sin prevzame odgovornost za skrb o nasledstvu, lastniška vprašanja pa rešuje z brati z dogovorom ali spori. 
Primogenitura se v monarhijah uresničuje različno.

### Agnatska primogenitura
ali patrilinealna primogenitura je sistem, pri katerem ima pravico do nasledstva prvorojeni sin. Po tem pravu lahko nasledijo samo moški, ženske ne. Včasih je bila najbolj razširjena, danes se uporablja v Lihtenštajnu in številnih arabskih državah.

### Kognatska primogenitura
ali agnatsko-kognatska primogenitura je primogenitura, ki daje prednost najstarejšemu moškemu otroku, vendar je lahko naslednica tudi ženski otrok, če monarh nima sina. Ta vrsta primogeniture se uporablja v španski in monaški monarhiji. V preteklosti so jo v glavnem uporabljali samo na Britanskem otočju in Pirenejskem polotoku. 

### Absolutna primogenitura
Absolutna primogenitura je pravica do nasledstva, pri kateri ima prednost najstarejši otrok ne glede na spol. Danes se uporablja tudi izraz absolutna kognatska primogenitura. To nasledstveno pravo je prva uvedla Švedska leta 1980, za njo pa Nizozemska (1983), Norveška (1990), Belgija (1991), Danska (2009), Luksemburg (2011), Združeno kraljestvo (2015). 

### Matrilinealna primogenitura
Po njej ima pravico do nasledstva ženski otrok, moški pa je popolnoma izključen. Uporabljala so ga nekatera afriška plemena, nikoli pa nobena evropska monarhija.